# Ernst von Hügel

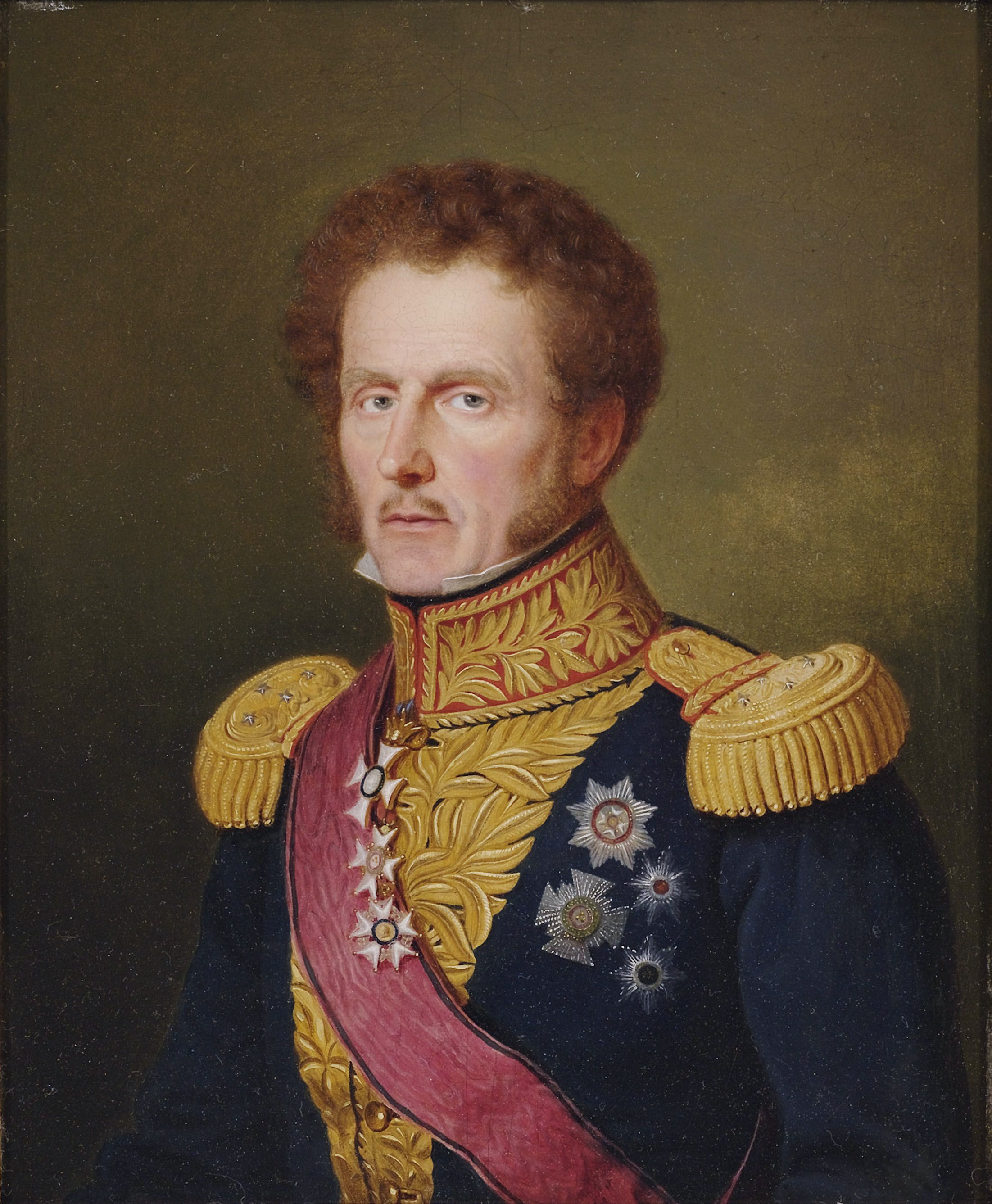
Franz Seraph Stirnbrand: Ernst Freiherr von Hügel, 1829

Ernst Eugen Freiherr von Hügel (* 26. März 1774 in Ludwigsburg; † 30. März 1849 in Kirchheim unter Teck) war ein württembergischer General und Kriegsminister.

## Leben
Hügel war der Sohn des 1801 in den Reichsfreiherrenstand erhobenen württembergischen Feldzeugmeisters Johann Andreas von Hügel (1734–1807). Der Familienname des Vaters laute ursprünglich Lux. Die Annahme des Familiennamens von Hügel erfolgte bei der Adoption durch Oberst Johann Theobald von Hügel. Ernst von Hügel trat 1785 in das Regiment seines Vaters in der Württembergischen Armee ein und nahm an den Feldzügen 1792 bis 1800 teil. 1806 wurde er zum Major befördert und stieg 1807 innerhalb von sechs Monaten bis zum Generalquartiermeister-Leutnant im Range eines Obersten auf. 1809 war er an Schlachten von Abensberg, Landeshut, Eggmühl, Aspern und Wagram beteiligt. Aus diesen Kämpfen kehrte er als Generalmajor zurück.
In der Schlacht um Smolensk stürmte Hügel mit der 1. Infanteriebrigade am 17. und 18. August 1812 die beiden Vorstädte von Smolensk. In der Schlacht von Borodino eroberte er den zurückgezogenen linken Flügel. 1815 war Hügel Militärkommissar im Hauptquartier von Wellington. Während der Friedensverhandlungen ernannte man ihn zum Gesandten des Königreichs Württemberg bei den verbündeten Monarchen in Paris.
1816 wurde Hügel zum Generalleutnant ernannt und gleichzeitig Vizepräsident des Kriegsdepartements. 1817 wurde er Kriegsratspräsident. Zwischen 1829 und 1842 stand er dem Kriegsministerium Württembergs vor. Während dieser Zeit war er auch Mitglied im Geheimen Rat. Von 1819 bis zu seinem Tode war er ernanntes lebenslanges Mitglied in der Kammer der Standesherren im württembergischen Landtag.
Von 1824 bis 1826 war Wilhelm Hauff als Hauslehrer bei Hügel tätig.

## Ehrungen
- 1809 Kommenturkreuz des Württembergischen Militär-Verdienstordens
- 1815 Großkreuz des Zivil-Verdienstordens[1]
- 1829 Großkreuz des Ordens der Württembergischen Krone[2]
- 1831 Großkreuz des Ordens vom Zähringer Löwen[3]

## Familie

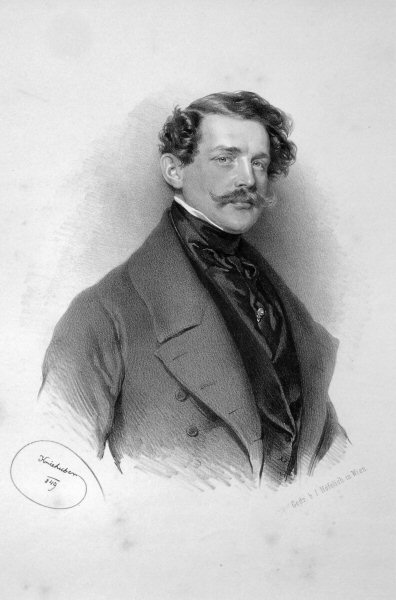
Julius von Hügel (1810–1884)

Ernst von Hügel war evangelisch und ging vier Ehen ein, aus denen zahlreiche Kinder hervorgingen. Vor 1799 heiratete er Caroline von Rosenberg, diese Ehe blieb kinderlos und wurde 1799 geschieden.  In zweiter Ehe war er ab dem 29. Dezember 1802 mit der Freiin Wilhelmine Schott von Schottenstein († 1805) verheiratet. Das Paar hatte zwei Kinder:
- Albert (1803–1865), Herr auf Eschenau  bei Weinsberg und württembergischer Kammerherr,
- Karl Eugen (1805–1870), württembergischer Außenminister[4]

In dritter Ehe heiratete er am 8. April 1806 Luise Ernestine von Gemmingen-Guttenberg (1782–1834). Das Paar hatte mehrere Kinder:
- Marie (1807–1886) ⚭ 1832 Franz a Paula von Linden (1800–1888)[5], Diplomat, Bruder des Staatsministers Joseph von Linden
- Ludwig (* 1808), K.u.K Leutnant
- Julius (1810–1884), Württembergischer Stallmeister
- Philipp (1812–1887), Forstrat in Urach
- Luise Ernestine (1813–1875)[6]

⚭ 1838 Kurt Friedrich von Watzdorf (1800–1848), Herr auf Wiesenburg, Sohn des Friedrich von Watzdorf, preußischer Großgrundbesitzer und Kammerherrn
⚭ 1853 Georg von Miltitz (1802–1874)
- Ernst (1815–1849), K.u.K. Oberstleutnant

In vierter Ehe heiratete er am 28. April 1835 Elisabeth von Gemmingen-Guttenberg (1789–1859) Witwe des Johann Friedrich Cotta und Schwester seiner dritten Frau. Auf Grund des Nachlasses einiger Verwandter, die für die Niederländische Ostindien-Kompanie gearbeitet hatten, verfügte die Familie Hügel über ein beträchtliches Vermögen.

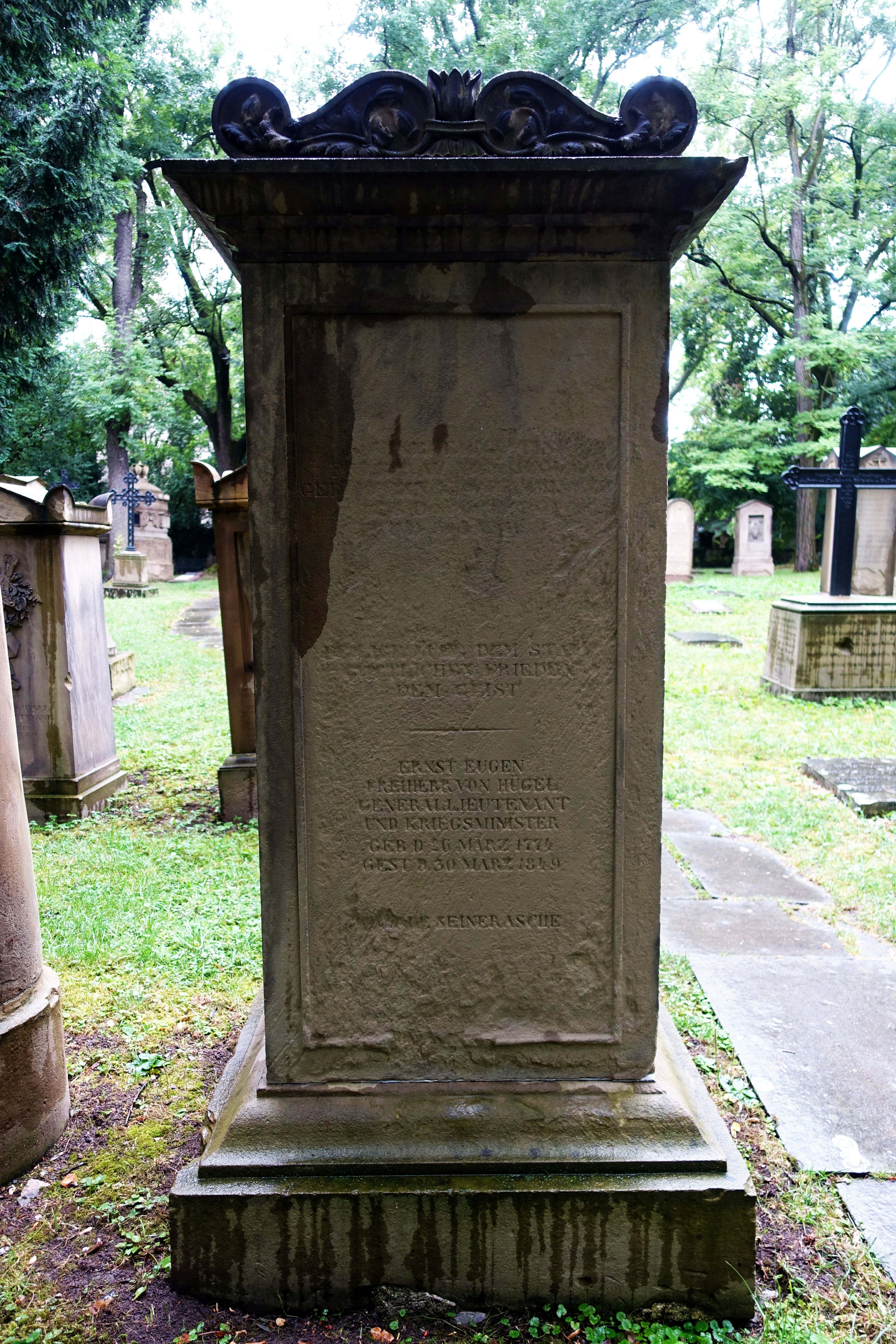
Grab von Ernst von Hügel auf dem Hoppenlaufriedhof in Stuttgart.